# إريك تايلور
اريك تايلور (بالإنجليزية: Eric Taylor)‏ هو لاعب كرة قدم أمريكية ولاعب كرة القدم الكندية أمريكي، ولد في 14 ديسمبر 1981 في وينشستر في الولايات المتحدة.

## وصلات خارجية
- إريك تايلور على موقع مرجع كرة القدم المحترفة.كوم (الإنجليزية)